# 加賀美雅弘
加賀美 雅弘（かがみ まさひろ、1957年 - ）は、日本の地理学者。専門は、社会地理学・ヨーロッパ地誌学。東京学芸大学教授。大阪府出身。

## 略歴
筑波大学大学院地球科学研究科単位取得退学。90年「疾病の地域的差異に関する地理学的研究」で博士（理学）の学位を取得。東京学芸大学助教授をへて教授。ロマ（ジプシー）の研究に精力的で、フィールドワークは中欧以東のヨーロッパ地域である。

## 著作
- 『気象で読む身体』 (講談社現代新書) 1991.4
- 『ハプスブルク帝国を旅する』 (講談社現代新書) 1997.6
- 『病気の地域差を読む 地理学からのアプローチ』古今書院, 2004.1
- 『食で読み解くヨーロッパ 地理研究の現場から』朝倉書店, 2019.4
- 『国境で読み解くヨーロッパ 境界の地理紀行』朝倉書店, 2022.5

### 共編著
- 『身近な地域を調べる』 (東京学芸大学地理学会シリーズ) 竹内裕一共編. 古今書院, 2002.7
- 『「ジプシー」と呼ばれた人々 東ヨーロッパ・ロマ民族の過去と現在』編著. 学文社, 2005.1
- 『東ヨーロッパ・ロシア』 (朝倉世界地理講座 大地と人間の物語) 木村汎共編. 朝倉書店, 2007.1
- 『地誌学概論』 (地理学基礎シリーズ) 矢ヶ崎典隆,古田悦造共編著. 朝倉書店, 2007.4 
  - 『地誌学概論 第2版』 (地理学基礎シリーズ)矢ケ﨑典隆, 牛垣雄矢共編著. 朝倉書店, 2020.2
- 『ヨーロッパ学への招待 地理・歴史・政治からみたヨーロッパ』川手圭一,久邇良子共著. 学文社, 2010.4
- 『EU』 (世界地誌シリーズ) 編. 朝倉書店, 2011.4
- 『オーストリアの風景』浮田典良,藤塚吉浩, 呉羽正昭共著. ナカニシヤ出版, 2015.7
- 『世界地誌シリーズ 9　ロシア』編 朝倉書店, 2017.9
- 『移民社会アメリカの記憶と継承 移民博物館で読み解く世界の博物館アメリカ』編. 学文社, 2018.3
- 『景観写真で読み解く地理』 (東京学芸大学地理学会シリーズ2) 荒井正剛共編. 古今書院, 2018.4
- 『世界地誌シリーズ 11　ヨーロッパ』編 朝倉書店, 2019.4